# Spilogona palmeni
Spilogona palmeni este o specie de muște din genul Spilogona, familia Muscidae. A fost descrisă pentru prima dată de Ringdahl în anul 1935. Conform Catalogue of Life specia Spilogona palmeni nu are subspecii cunoscute.